# Grupo Ação (Nigéria)
O Grupo Ação (em inglês: Action Group) foi um partido político nigeriano com sede em Ibadã, fundado por Egbe Omo Oduduwa em 21 de março de 1951 e comandado por Obafemi Awolowo até sua dissolução em 16 de janeiro de 1966 em ocasião do golpe de Estado ocorrido na Nigéria. O partido foi fundado para servir da plataforma para realizar o seu objetivo primário de mobilizar os iorubás em um guarda-chuva político.

## Resultados eleitorais

### Eleições parlamentares
| Data | CI. | Votos                 | %           | +/-    | Deputados | +/-  | Status   |
| ---- | --- | --------------------- | ----------- | ------ | --------- | ---- | -------- |
| 1954 | 3.º | Dados não encontrados | 10,87 / 100 | Novo   | 20 / 184  | Novo | Governo  |
| 1959 | 3.º | 1 922 179             | 25,20 / 100 | 14.33% | 73 / 312  | 53   | Governo  |
| 1964 | 4.º | 494 730               | 8,59 / 100  | 16.61% | 21 / 312  | 52   | Oposição |